# Spring pole
Spring pole – psi sport polegający na wyskoku i chwyceniu zębami zawieszonej na pewnej wysokości liny i utrzymania się jak najdłużej tylko za pomocą szczęk.
Psy ras pitbull i amstaff mają bardzo silne szczęki i w tej dyscyplinie są nie pokonane. Niektóre TTB (teriery typu bull) potrafią się utrzymać nawet przez 2-3 godziny.